# SN 2007ng
SN 2007ng – supernowa typu Ia odkryta 8 października 2007 roku w galaktyce A022538+0042. W momencie odkrycia miała maksymalną jasność 23,20m.